# 산이면
산이면(山二面)은 대한민국 전라남도 해남군의 면이다.

## 행정 구역
- 구성리(九星里)
- 금송리(琴松里)
- 금호리(錦湖里)
- 노송리(老松里)
- 대진리(大津里)
- 덕송리(德松里)
- 덕호리(德湖里): 자연부락 백동, 학림, 해월, 부흥.
- 부동리(富洞里)
- 상공리(相公里)
- 송천리(松川里)
- 예정리(禮丁里)
- 진산리(珍山里)
- 초송리(草松里)